# Cai Xuetong
Cai Xuetong (Harbin, 26 settembre 1993) è una snowboarder cinese.

## Biografia
In Coppa del Mondo di snowboard ha esordito il 26 agosto 2009 a Cardrona, ha ottenuto il primo podio il 5 novembre dello stesso anno a Saas-Fee (2ª) e la prima vittoria il 22 gennaio 2010 a Stoneham. Al termine della stagione 2009-10 ha vinto la Coppa del Mondo di halfpipe. Nelle due stagioni successive (2010-11 e 2011-12) ha conquistato sia la Coppa del Mondo generale freestyle, sia le Coppe di specialità di halfpipe.
In carriera ha preso parte a quattro edizioni dei Giochi olimpici invernali, Vancouver 2010 (23ª nell'halfpipe), Soči 2014 (6ª nell'halfpipe), Pyeongchang 2018 (5ª nell'halfpipe) e Pechino 2022(4ª nell'halfpipe), e a cinque dei Campionati mondiali, vincendo tre medaglie (oro nell'halfpipe a Kreischberg 2015, a Sierra Nevada 2017 e a Bakuriani 2023; argento a Park City 2019).

## Palmarès

### Mondiali
- 4 medaglie:
  - 3 ori (halfpipe a Kreischberg 2015; halfpipe a Sierra Nevada 2017; halfpipe a Bakuriani 2023)
  - 1 argento (halfpipe a Park City 2019)

### Winter X Games
- 5 medaglie:
  - 1 argento (superpipe ad Aspen 2017)
  - 4 bronzi (superpipe ad Aspen 2016, Aspen 2019, Aspen 2023, Aspen 2024)

### Mondiali juniores
- 1 medaglia:
  - 1 oro (halfpipe a Nagano 2009)

### Coppa del Mondo
- Vincitrice della Coppa del Mondo generale di freestyle nel 2011, nel 2012 e nel 2020
- Vincitrice della Coppa del Mondo di halfpipe nel 2010, nel 2011, nel 2012, nel 2016, nel 2019, nel 2020 e nel 2022
- 33 podi:
  - 14 vittorie
  - 12 secondi posti
  - 7 terzi posti

#### Coppa del Mondo - vittorie
| Data             | Luogo            | Paese         | Disciplina |
| ---------------- | ---------------- | ------------- | ---------- |
| 22 gennaio 2010  | Stoneham         | Canada        | HP         |
| 4 novembre 2010  | Saas-Fee         | Svizzera      | HP         |
| 18 febbraio 2011 | Stoneham         | Canada        | HP         |
| 26 febbraio 2011 | Calgary          | Canada        | HP         |
| 28 agosto 2011   | Cardrona         | Nuova Zelanda | HP         |
| 23 febbraio 2012 | Stoneham         | Canada        | HP         |
| 30 agosto 2015   | Cardrona         | Nuova Zelanda | HP         |
| 14 febbraio 2016 | Sapporo          | Giappone      | HP         |
| 21 dicembre 2018 | Secret Garden    | Cina          | HP         |
| 9 marzo 2019     | Mammoth Mountain | Stati Uniti   | HP         |
| 31 gennaio 2020  | Mammoth Mountain | Stati Uniti   | HP         |
| 15 febbraio 2020 | Calgary          | Canada        | HP         |
| 11 dicembre 2021 | Copper Mountain  | Stati Uniti   | HP         |
| 9 dicembre 2023  | Secret Garden    | Cina          | HP         |

Legenda:

HP = Halfpipe